# معماری پست‌مدرن

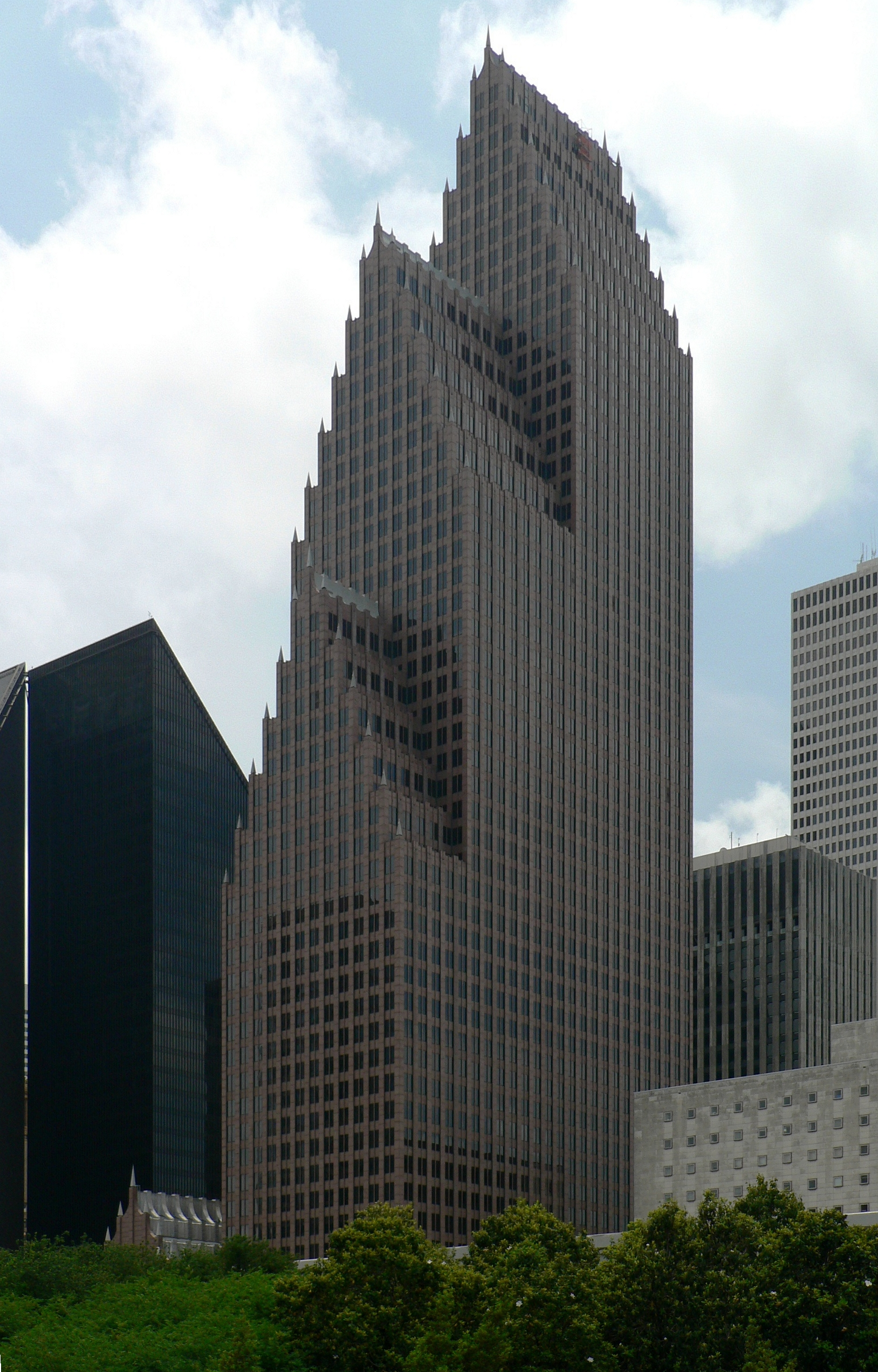
بانک آو آمریکا سنتر، نمونه‌ای از برج‌سازی پسانوگرا

معماری پُست‌مدرن یا پسانوگرا واکنشی است به سبک بین‌المللی و معماری مدرن و از دهه ۱۹۸۰ به بعد دور گرفت. این نوع معماری همچنین مؤلفه ایست از جنبش پسانوگرایی.
این نوع معماری پیرایش و تزیین را باز به میان می‌آورد، و از رنگ‌های زرق و برق‌دار و آرایه‌های نامتجانس اغلب بهره می‌برد.
در این شیوه، به جای استفاده از مفاهیم فاضلانه، سعی در استفاده از جزئیات و نمادهای صرفاً زیبا، مقیاس‌های متناقض، روابط هندسی دلبخواه، و طعنه و ابهام در فُرم‌ها می‌شود.
از آغازگران این جنبش می‌توان به فیلیپ جانسون، رابرت ونچوری، چارلز مور، سزار پلی، جیمز استرلینگ، فرانک گری، آلدو روسی، مایکل گریوز، چارلز جنکس، تری فارل و زاها حدید اشاره کرد. 

## ریشه
معماری پست مدرن در دهه ۱۹۶۰ به عنوان واکنش در برابر نقایص درک شده معماری مدرن، به ویژه آموزه‌های سخت، یک‌نواخت، نداشتن زینت و عادت نادیده گرفتن تاریخ و فرهنگ شهرهایی که ظاهر شده‌است، ظهور کرد. در سال ۱۹۶۶ ، ونتوری جنبش را در کتاب خود، پیچیدگی و تناقض در معماری رسمیت داد. ونتوری به‌طور خلاصه نوعی از معماری را که می‌خواست جای مدرنیسم ببیند، بیان کرد:
من در مورد معماری پیچیده و متناقضی بر اساس غنای و ابهام تجربه مدرن صحبت می‌کنم، از جمله آن تجربه ذاتی هنر … من از مشکلات استقبال می‌کنم و از عدم قطعیت‌ها بهره‌برداری می‌کنم … من عناصری را دوست دارم که ترکیبی هستند تا "ناب" "، به خطر انداختن به جای" پاک "، … انطباق به جای به جز … من برای نشاط کثیف بیش از وحدت آشکار هستم … من ترجیح می‌دهم" هر دو و "به" دو گزینه "، سیاه و سفید، و گاهی اوقات خاکستری، سیاه یا سفید … معماری پیچیدگی و تضاد باید به جای وحدت آسان حذف، مجسم وحدت دشوار باشد.
به جای آموزه‌های کاربردی مدرنیسم ، ونتوری پیشنهاد کرد تأکید اساسی بر نما، ترکیب عناصر تاریخی، استفاده ظریف از مواد غیرمعمول و کنایات تاریخی، و استفاده از تکه‌تکه شدن و تعدیلات برای جالب توجه ساختن ساختمان باشد.
همسر ونتوری، دنیز اسکات براون، معمار و شهرساز برجسته، و ونتوری کتاب "یادگیری از لاس وگاس" (۱۹۷۲) را با همکاری استیون ایزنور نوشتند و در آن آنها استدلال مشترک خود را علیه مدرنیسم توسعه دادند. آنها از معماران خواستند تا معماری موجود را به جای تلاش برای تحمیل مدینه فاضله بینایی از تخیلات خود، مورد توجه قرار دهند و از آن تجلیل کنند. این با اعتقاد اسکات براون بود که ساختمانها باید برای مردم ساخته شوند و معماری باید به آنها گوش دهد. اسکات براون و ونتوری استدلال کردند که عناصر زینتی و تزئینی "نیازهای موجود برای تنوع و ارتباطات را برآورده می‌کنند". این کتاب در گشودن چشمان خوانندگان به شیوه‌های جدید تفکر در مورد ساختمان بسیار مؤثر بود، زیرا این کتاب از کل تاریخ معماری - هم با سبک بالا و هم بومی، چه تاریخی و چه مدرن - گرفته شده بود و در پاسخ به گفته مشهور میس ون روهه " ونتوری پاسخ داد، "کمتر بیشتر است"، "کمتر حوصله ندارد." ونتوری نمونه‌هایی از همسر و ساختمانهای شخصی خود، خانه صنفی، در فیلادلفیا را به عنوان نمونه‌هایی از سبک جدیدی ذکر کرد که از تنوع و ارجاعات تاریخی استقبال می‌کند، بدون بازگشت به احیای دانشگاهی سبک‌های قدیمی.
در ایتالیا تقریباً در همان زمان، شورشی مشابه مدرنیسم سخت توسط معمار آلدو روسی آغاز شد، که از بازسازی شهرها و ساختمانهای ایتالیایی تخریب شده در طول جنگ به سبک مدرنیست، که هیچ ارتباطی با تاریخ معماری نداشت انتقاد کرد. نقشه‌های اصلی خیابان، یا فرهنگ شهرها. روسی اصرار داشت که شهرها به روشی بازسازی شوند که بافت تاریخی و سنتهای محلی آنها را حفظ کند. ایده‌های مشابهی وجود داشت و پروژه‌هایی در دوسالانه ونیز در سال ۱۹۸۰ ارائه شد. دعوت به سبک پست مدرن با پیوستن کریستین دو پورتزامپارک در فرانسه و ریکاردو بوفیل در اسپانیا و در ژاپن توسط آراتا ایزوزاکی همراه شد.

## نگارخانه

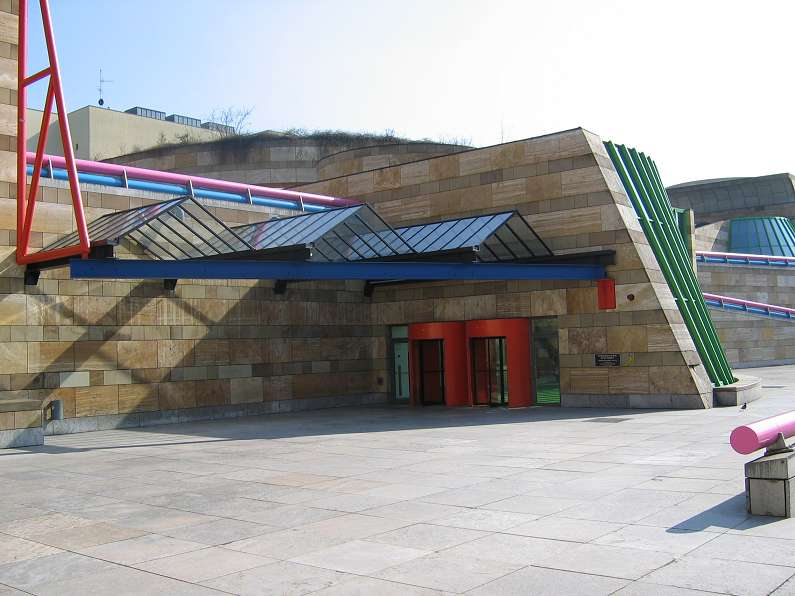
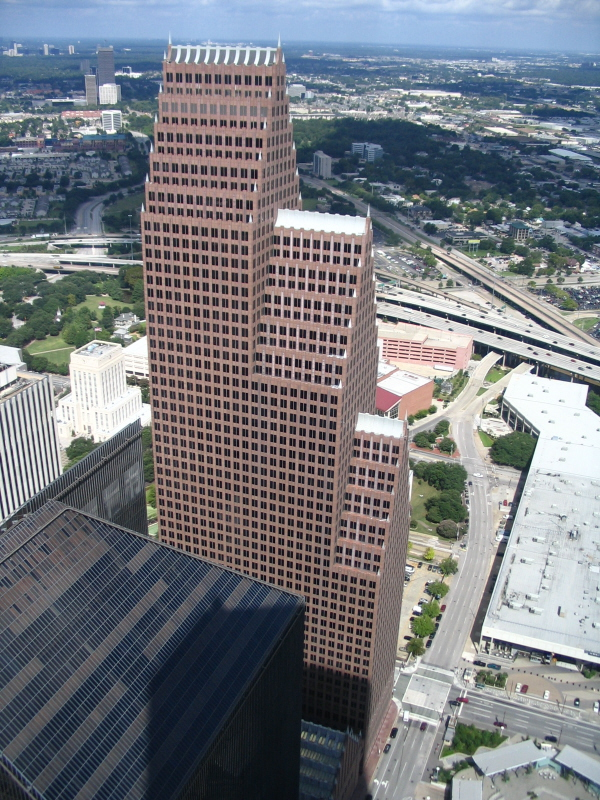
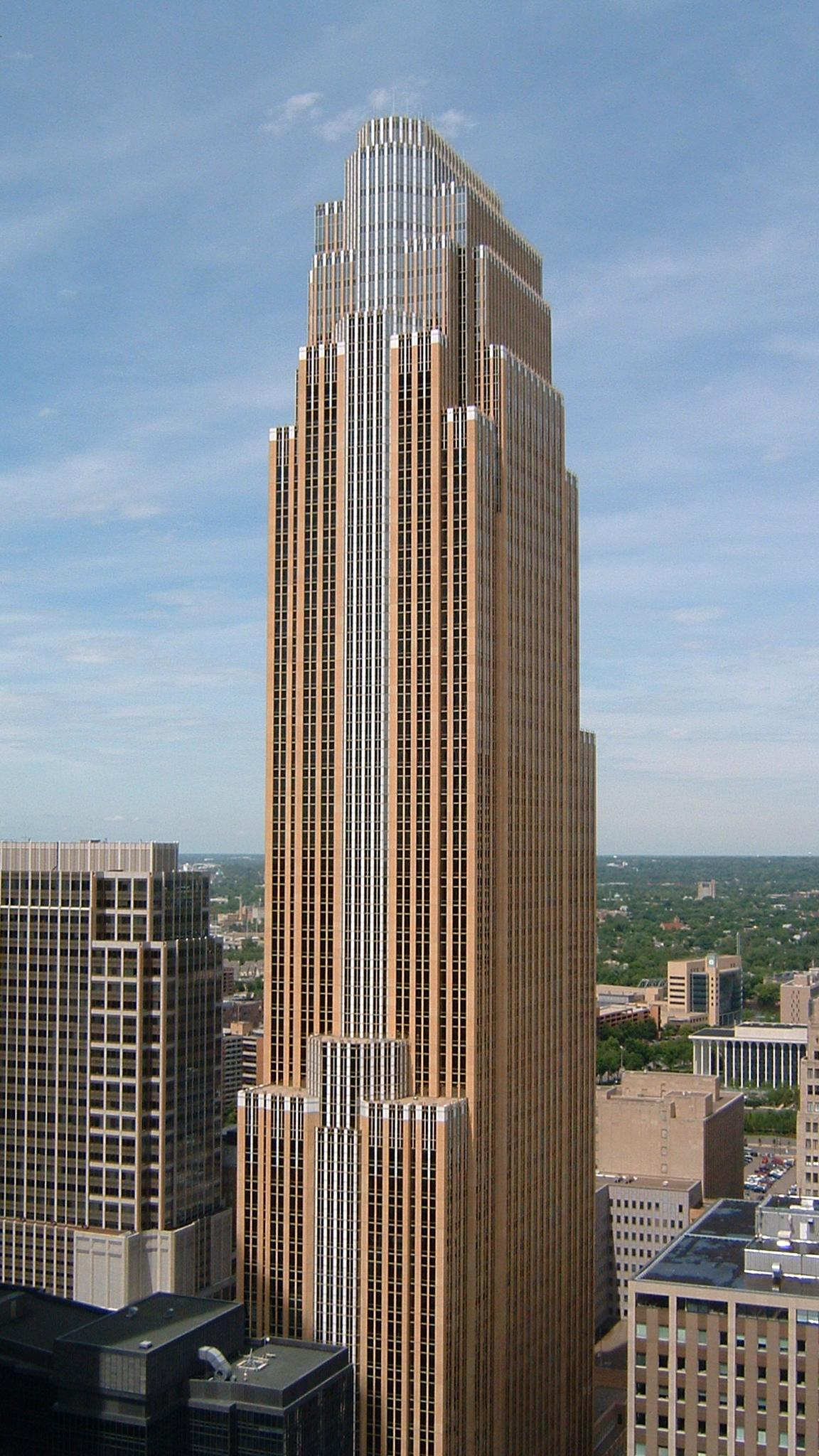
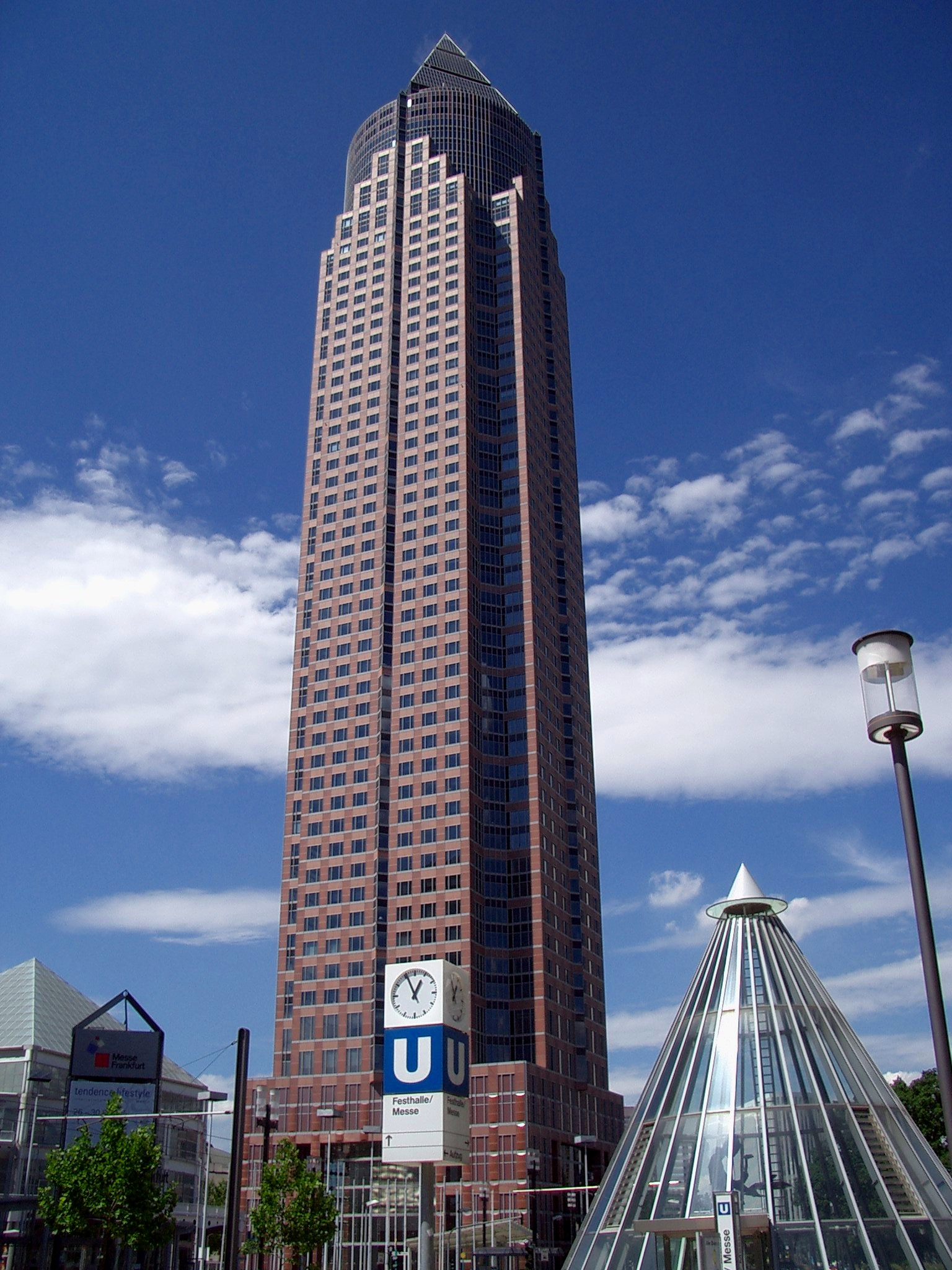
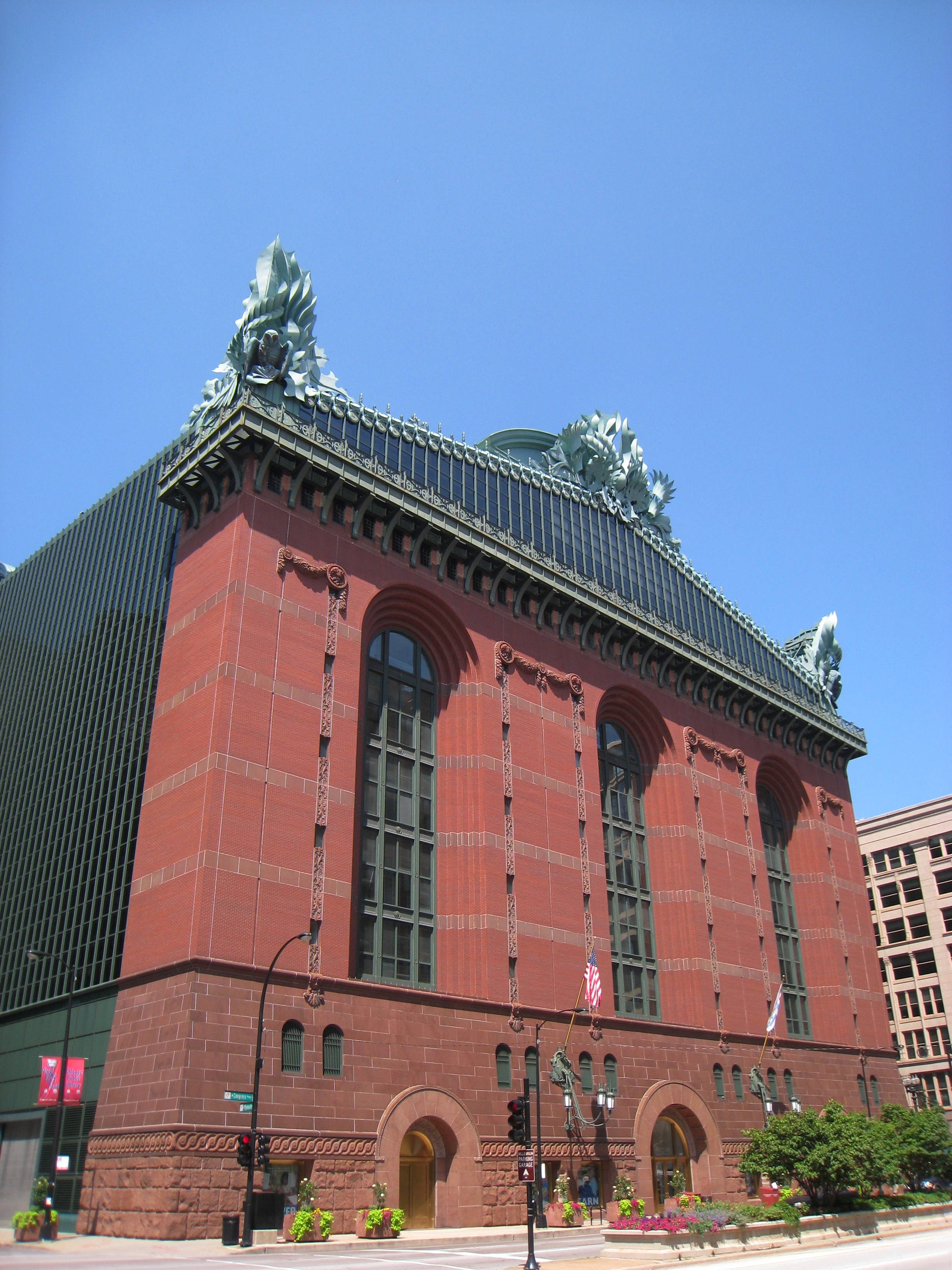
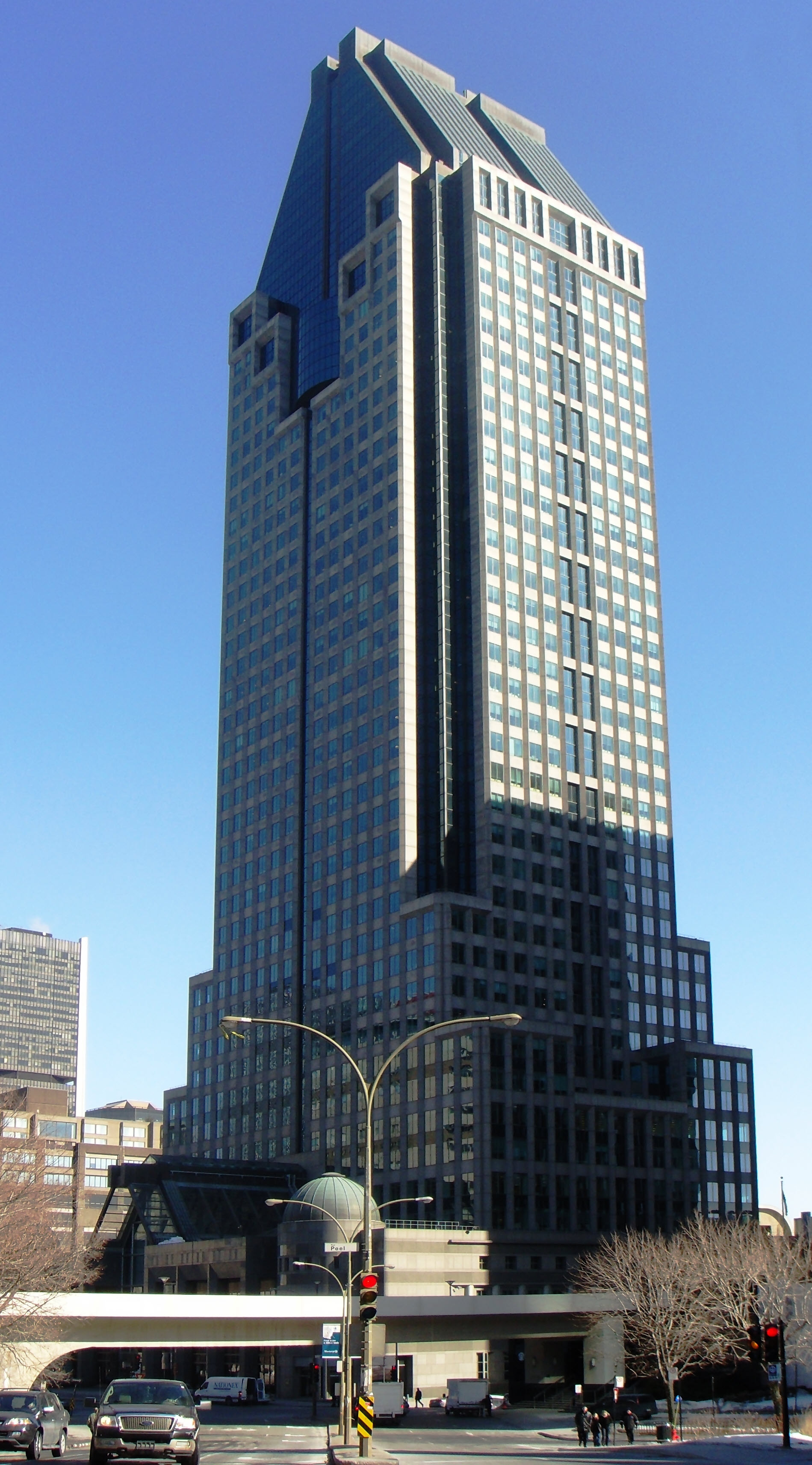
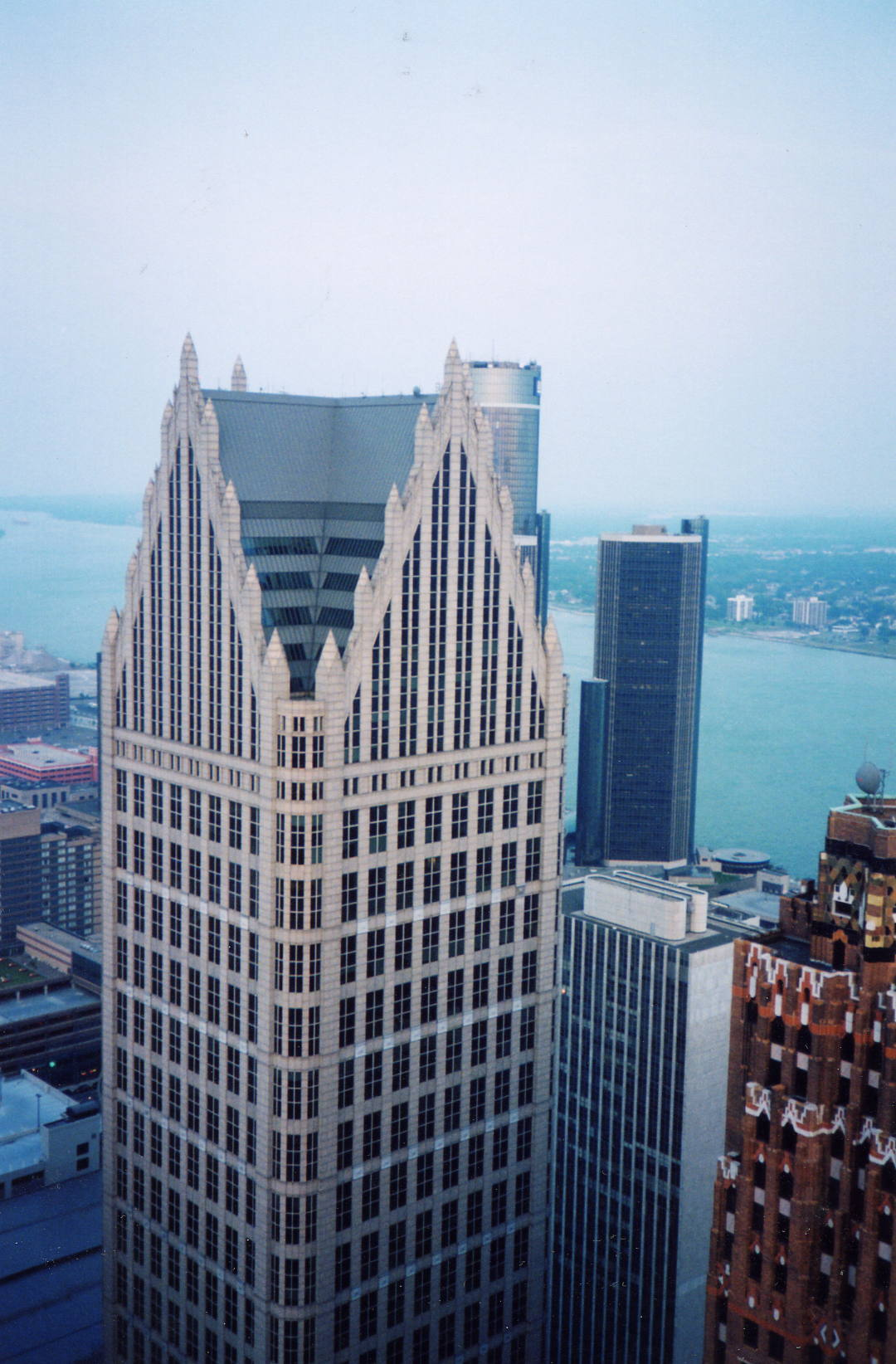
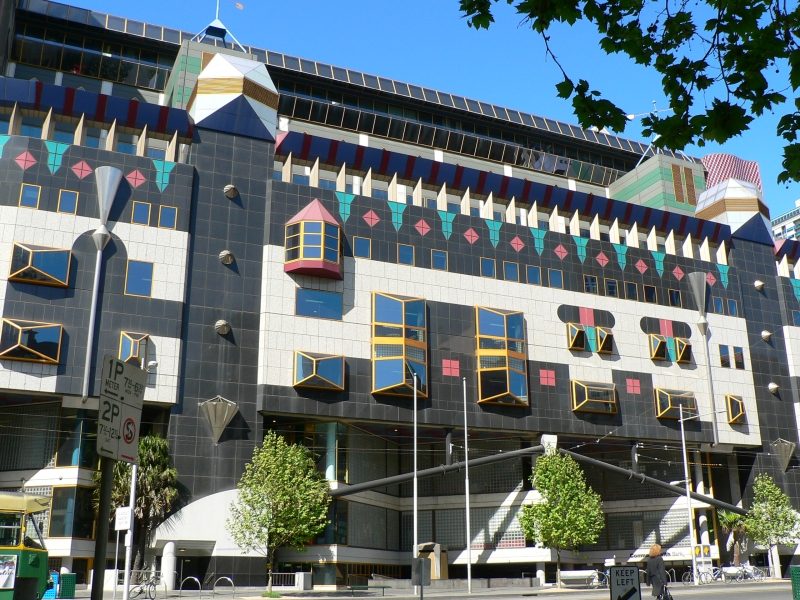
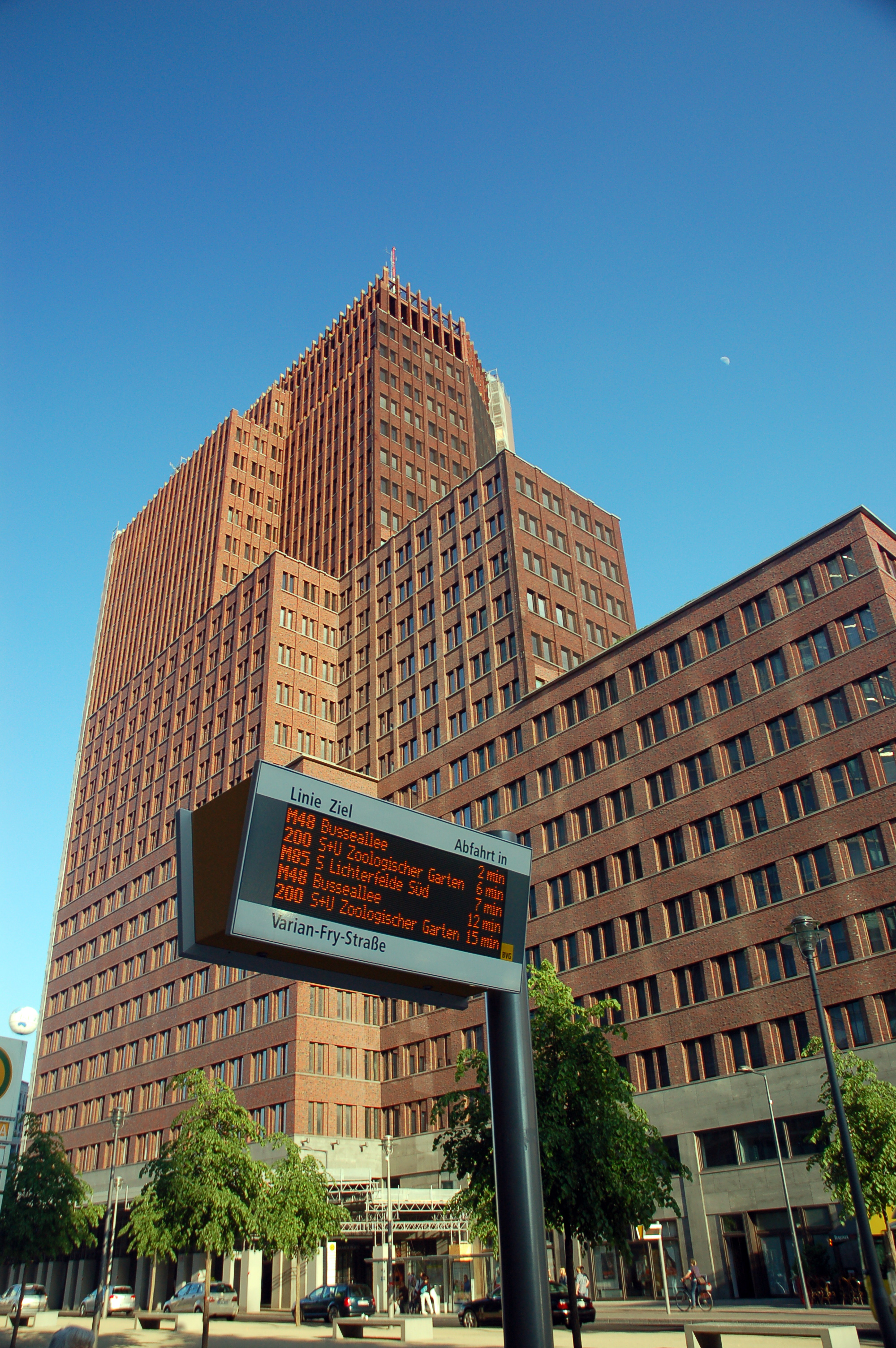
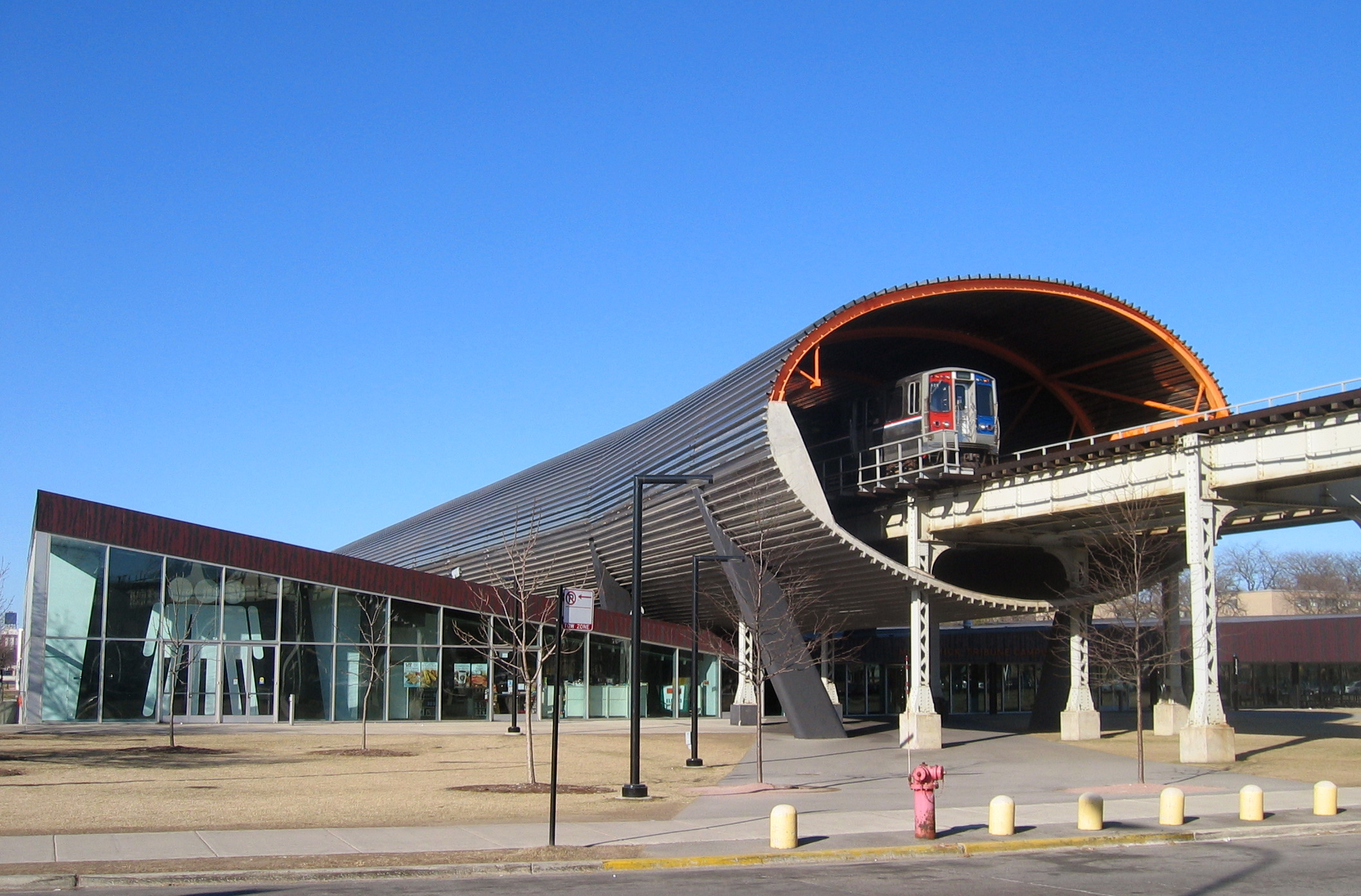
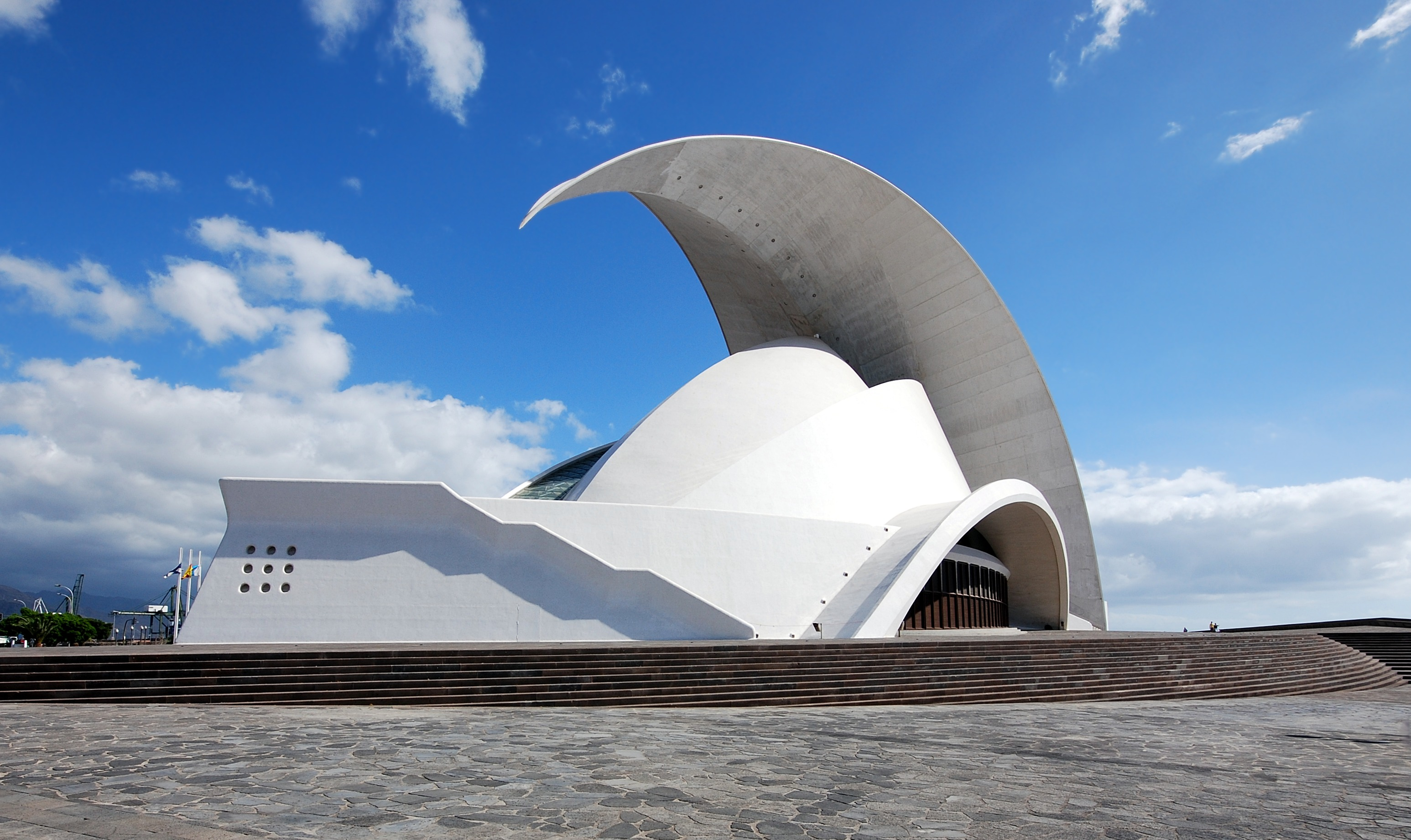